# Matschachliszqali
Der Matschachliszqali (georgisch მაჭახელისწყალი; türkisch Maçahel Suyu) ist ein rechter Nebenfluss des Tschorochi (Çoruh) in der Autonomen Republik Adscharien im Südwesten von Georgien und in der türkischen Provinz Artvin.
Der Matschachliszqali entspringt an der Westflanke des Karçal-Gebirges. Der Fluss strömt in westlicher Richtung durch den türkischen Landkreis Borçka entlang der Südflanke des Schawschet-Gebirges, dessen östlicher Kamm die Staatsgrenze zu Georgien bildet und über die gesamte Länge die Wasserscheide zum weiter nördlich verlaufenden Adschariszqali darstellt. Bei der Siedlung Camili überquert er nach knapp 20 km die Grenze nach Adscharien. Dort setzt er seinen Kurs nach Westen fort. Er durchfließt den Südosten der Munizipalität Chelwatschauri. Der Skurdi mündet linksseitig in den Fluss. Schließlich erreicht der Matschachliszqali den nach Norden strömenden Tschorochi. Der Matschachliszqali hat eine Länge von 37 km. Sein Einzugsgebiet umfasst 369 km². Dieses entspricht der historischen Region Matschacheli. Im adscharischen Teil des Einzugsgebietes ist ein Nationalpark mit der Bezeichnung Matschacheli-Nationalpark geplant.